# Công nghệ thời cổ đại
Trong sự phát triển của các nền văn minh cổ đại, công nghệ thời cổ đại là kết quả của những tiến bộ trong kỹ thuật trong thời cổ đại. Những tiến bộ trong lịch sử công nghệ đã kích thích các xã hội áp dụng những cách sinh sống và quản trị mới.
Bài viết này bao gồm những tiến bộ trong công nghệ và sự phát triển của một số nghệ thuật kỹ thuật trong thời kỳ lịch sử trước thời Trung cổ, bắt đầu sau sự sụp đổ của Đế chế La Mã phương Tây vào năm 476 sau Công nguyên, cái chết của Justinian I vào thế kỷ 6, sự xuất hiện của đạo Hồi vào thế kỷ thứ 7, hay sự trỗi dậy của Charlemagne vào thế kỷ thứ 8. Đối với các công nghệ được phát triển trong các xã hội thời trung cổ, xem Công nghệ thời Trung Cổ và Phát minh trong Hồi giáo thời Trung Cổ.
Một số lượng đáng kể các phát minh đã được phát triển trong thế giới Hồi giáo; một khu vực địa chính trị có thời gian kéo dài từ al-Andalus và Châu Phi ở phía tây đến Tiểu lục địa Ấn Độ và Quần đảo Mã Lai ở phía đông. Nhiều phát minh trong số này có ý nghĩa trực tiếp đối với các vấn đề liên quan đến Fiqh.

## Các nền văn minh cổ đại

### Châu Phi
Công nghệ ở Châu Phi có một lịch sử trải dài từ đầu loài người, kéo dài trở lại bằng chứng đầu tiên về việc sử dụng công cụ của tổ tiên vượn người ở các khu vực của Châu Phi nơi con người được cho là đã tiến hóa. Châu Phi chứng kiến sự ra đời của một số công nghệ luyện sắt sớm nhất ở vùng núi Aïr ngày nay là Nigeria và việc xây dựng một số di tích, kim tự tháp và tháp lâu đời nhất thế giới ở Ai Cập, Nubia và Bắc Phi. Ở Nubia và Kush cổ đại, đá thạch anh tráng men và xây dựng bằng gạch được phát triển đến một mức độ lớn hơn ở Ai Cập. Các bộ phận của Bờ biển Swahili tại Đông Phi đã chứng kiến sự phát minh cách luyện thép carbon lâu đời nhất thế giới với lò cao nhiệt độ cao được người Haya ở Tanzania tạo ra.

### Lưỡng Hà
Họ là một trong những người thời đại đồ đồng đầu tiên trên thế giới. Ban đầu họ sử dụng đồng, đồng và vàng, và sau đó họ sử dụng sắt. Cung điện được trang trí với hàng trăm kg kim loại rất đắt tiền này. Ngoài ra, đồng, đồng và sắt đã được sử dụng cho áo giáp cũng như cho các vũ khí khác nhau như kiếm, dao găm, giáo, và chùy.
Có lẽ tiến bộ quan trọng nhất được thực hiện bởi người Mesopotami là phát minh ra chữ viết của người Sumer. Với việc phát minh ra văn bản đã xuất hiện những đạo luật đầu tiên được gọi là Bộ luật Hammurabi cũng như tác phẩm văn học lớn đầu tiên được gọi là Sử thi Gilgamesh.
Một số trong sáu máy đơn giản cổ điển đã được phát minh ở Lưỡng Hà. Người Lưỡng Hà đã được ghi nhận với việc phát minh ra bánh xe. Cơ chế bánh xe và trục xuất hiện lần đầu tiên với bánh xe của thợ gốm, được phát minh ở Mesopotamia (Iraq hiện đại) trong thiên niên kỷ thứ 5 TCN. Điều này dẫn đến việc phát minh ra phương tiện có bánh xe ở Mesopotamia trong đầu thiên niên kỷ thứ 4 TCN. Các mô tả về các toa xe có bánh xe được tìm thấy trên các chữ tượng hình máy tính bảng bằng đất sét tại quận Eanna của Uruk có niên đại giữa 3700-3500 TCN. Đòn bẩy được sử dụng trong thiết bị nâng nước shadoof, máy cẩu đầu tiên, xuất hiện ở Lưỡng Hà vào khoảng năm 3000 TCN. và sau đó trong công nghệ Ai Cập cổ đại vào khoảng năm 2000 TCN. Bằng chứng sớm nhất về ròng rọc bắt nguồn từ Lưỡng Hà vào đầu thiên niên kỷ thứ 2 TCN.